# Стены и ворота Елецкого Успенского монастыря
Стены и ворота Елецкого Успенского монастыря — памятник архитектуры национального значения в Чернигове.

## История
Постановлением Кабинета Министров УССР от 24.08.1963 № 970 «Про упорядочение дела учёта и охраны памятников архитектуры на территории Украинской ССР» («Про впорядкування справи обліку та охорони пам’ятників архітектури на території Української РСР») присвоен статус памятник архитектуры национального значения с охранным № 817/6 под названием Стены и ворота.
Установлена информационная доска.

## Описание
Входит в комплекс сооружений Елецкого Успенского монастыря — участок историко-архитектурного заповедника Чернигов древний, расположенный на Елецкой Горе — улица Князя Чёрного, 1. Стены с воротами являются интересным элементом древнейшего ансамбля 11 века, развитие которого пришлось на период барокко, в архитектуре ансамбля прослеживается влияние московского зодчества 15-17 веков.
Вокруг монастыря в 17 веке в стиле барокко были возведены стены с воротами и башнями, а также колокольня. В 1885 году часть ограды обрушилась, восстановлена более низкой.
Территория монастырского ансамбля окружена оградой, где с западной и северной сторон расположены ворота. Стены с воротами — кирпичные, оштукатуренные, длиной до 1 км, высотой около 4 м. Снаружи стены украшены пилястрами и профилированным венчающим карнизом, имеют профилированный цоколь. Внутри стены идут с арочными нишами. Стены восточной стороны (со стороны Елецкой улицы) перед колокольней образовывают небольшой трапецеидальный курдонёр (двор), декор более насыщенный: полуциркульные ниши с треугольными сандриками и тонко профилированными обрамлениями, что является характерным для московской архитектуры 16-17 веков. Перед западными воротами (со стороны улицы Князя Чёрного) имеется меньший курдонёр; арочный проезд в поднятой над оградой стене (с декором).